# Neserigone
Neserigone is een geslacht van spinnen uit de familie hangmatspinnen (Linyphiidae).

## Soorten
De volgende soorten zijn bij het geslacht ingedeeld:
- Neserigone basarukini Eskov, 1992
- Neserigone nigriterminorum (Oi, 1960)
- Neserigone torquipalpis (Oi, 1960)